# MÁV Ikarus 260
MÁV Ikarus 260 — рельсовый автобус, выпущенный в сотрудничестве между заводом Ikarus Body and Vehicle Factory и Венгерскими государственными железными дорогами (MÁV).

## История
MÁV приходилось снабжать многие линии, а более загруженные линии занимали большую часть поездов Bzmot. По этой причине был поднят вопрос о покупке дешёвого лёгкого бокового транспортного средства. Так выяснилось, что автобус Ikarus 260 будет модифицирован в экспериментальном порядке.
Предприятие MÁV заказало опытный автобус у завода Ikarus. Ikarus 260 был выбран за счёт низкого расхода топлива, лёгкой конструкции и скорости для линий. Автобус был произведён в Секешфехерваре, а переоборудование происходило в Пусташабольче недалеко от Секешфехервара. Затем транспортное средство вышло на маршрут № 44 «Пушташабольч»—«Секешфехервар».
Никаких серьёзных доработок в автобусе не понадобилось: автомобильные колёса были заменены профилированными железнодорожными, тормоза были модифицированы для работы с системой заготовок, а рулевое управление было отключено. Салон и кузов автобуса остались оригинальными. Высота нижней ступеньки автобуса была как раз подходящей для того, чтобы сойти с железнодорожной платформы, поэтому модифицировать её не пришлось. Поскольку автобус действительно задумывался как прототип, не было установлено ни железнодорожных гудков, ни остановок, ни соединения с локомотивами/вагонами.
Тестовые заезды проходили на железнодорожной линии «Пушташабольч»—«Секешфехервар». Перевод автобуса был решён с помощью поворотного колеса на железнодорожных станциях в Секешфехерваре и Пусташабольче (поворотный круг в Пусташабольче с теплоэлектростанцией с тех пор был ликвидирован).
Эксперимент оказался неудачным: автобус не гнулся должным образом из-за большого расстояния между двумя жёсткими осями. Также были проблемы с торможением, так как конструкция автобуса была слишком лёгкой и поэтому трение было недостаточным. Было проведено несколько испытаний, но в конце-концов эксперименты были прекращены, и рельсовый автобус был переоборудован обратно в безрельсовый.
После неудачных испытаний переоборудованный автобус (примерно эквивалентный Ikarus 260.50) поступил на предприятие Tisza Volán в Сентеше. Позже автобус был передан в Сегед на предприятие DAKK South Great Plain, где вышел на маршрут № 90. Ширмовые двери, характерные для автобусов, предназначенных для советского экспорта, были заменены поворотно-сдвижными.

## Галерея

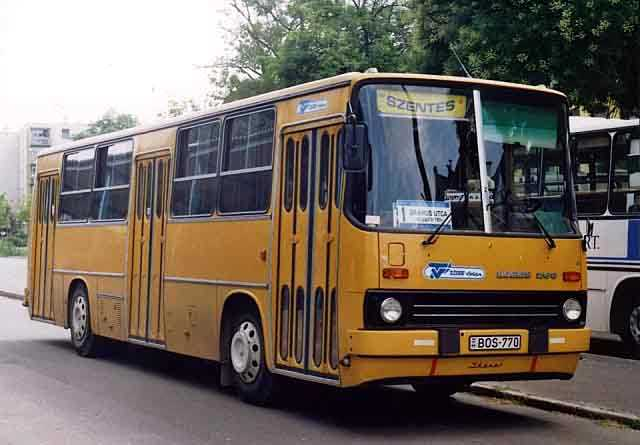
Бывший рельсовый MÁV Ikarus 260 в Сентеше
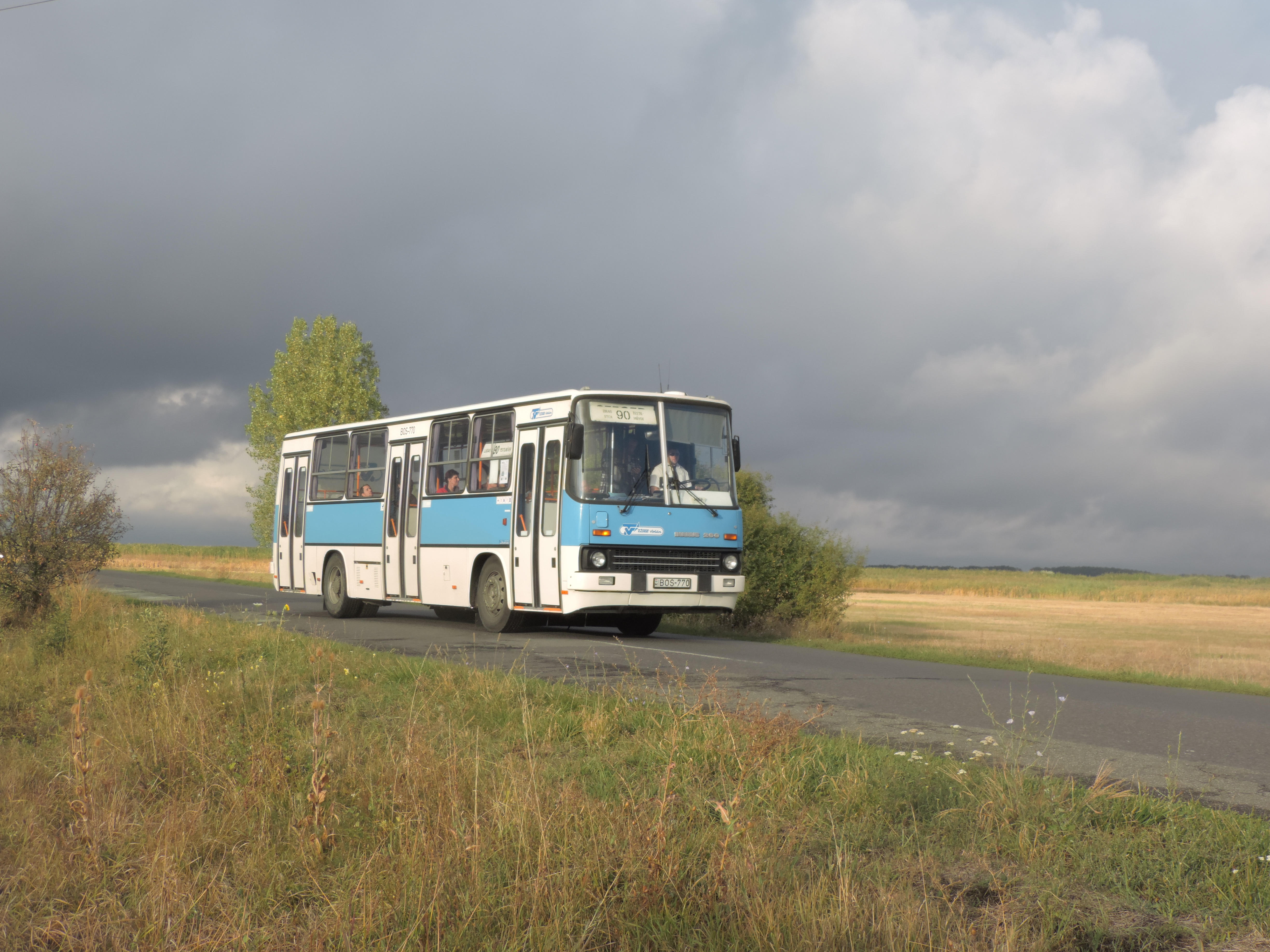
Бывший рельсовый MÁV Ikarus 260 в Сегеде